# 36ª Divisão Waffen Grenadier da SS

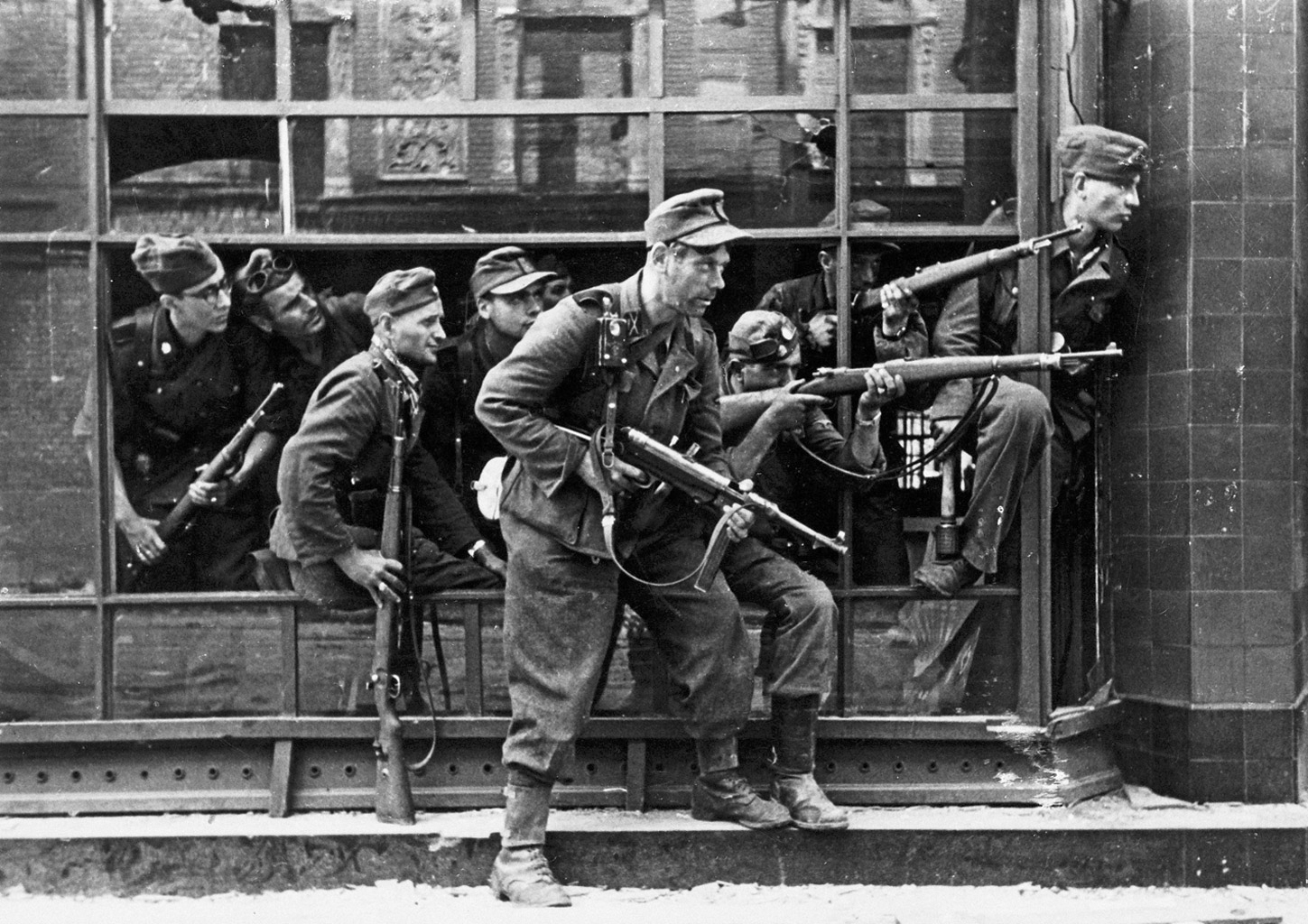
Militares da SS lutando na cidade de Varsóvia, em 1944

A 36ª Divisão Waffen Grenadier da SS, também conhecida como SS-Sturmbrigade Dirlewanger e Black Hunters (caçadores negros, em português), foi uma formação da Waffen-SS que agiu durante a Segunda Guerra Mundial.

## Comandantes
| Comandante                                      | Data                                    |
| ----------------------------------------------- | --------------------------------------- |
| SS-Oberführer der Reserve Dr. Oskar Dirlewanger | (15 de junho de 1940 - ? abril de 1945) |
| SS-Brigadeführer Fritz Schmedes                 | (? Abril de 1945 - ? Maio de 1945)      |

## Ordens de Batalha
SS-Sturmbrigade Dirlewanger, Agosto de 1944
- Brigade Stab
- SS-Regiment 1
- SS Regiment 2
- Artillerie-Abteilung
- Füsilier-Kompanie
- Pioneer-Kompanie
- Nachrichtren-Kompanie

36.Waffen-Grenadier-Division der SS, Março de 1945
- 72.Waffen-Grenadier-Regiment der SS
- 73.Waffen-Grenadier-Regiment der SS
- Panzer-Abteilung Stansdorf I
- Artillerie Abteilung 36
- Füsilier Kompanie 36
- 1244.(Heer) Grenadier-Regiment
- 687.(Heer) Pioneer-Brigade
- 681.(Heer) Schwere-Panzerjäger-Abteilung